# فرانچسکو رییر
فرانچسکو رییر (انگلیسی: Francesco Rier; ۲ دسامبر ۱۹۰۸ – 1991) بازیکن فوتبال اهل ایتالیا بود.
از باشگاه‌هایی که در آن بازی کرده‌است می‌توان به باشگاه ورزشی لاتزیو، باشگاه فوتبال مودنا، باشگاه فوتبال یوونتوس، باشگاه فوتبال برشا، باشگاه فوتبال سروت ۱۸۹۰، باشگاه فوتبال پالرمو، و باشگاه فوتبال نیس اشاره کرد.